# Вилхелм Кристиан фон Шьонбург-Фьорбау
Вилхелм Кристиан фон Шьонбург-Фьорбау (на немски: Wilhelm Christian Graf von Schönburg-Förbau; * 13 януари 1720; † 27 август 1755) е граф на Шьонбург във Фьорбау (днес в Шварценбах на Зале).

## Произход
Той е син (осмото дете) на граф Лудвиг Фридрих фон Шьонбург-Щайн (1681 – 1736) и съпругата му фрайин/баронеса София фон Щайн-Норд-Остхайм (1688 – 1748), дъщеря на фрайхер Ердман фон Щайн-Норд-Остхайм (1662 – 1739) и Ердмута София фон Щайн-Норд-Остхайм (1661 – 1715). Внук е на граф Ото Лудвиг фон Шьонбург-Хартенщайн (1643 – 1701) и графиня София Магдалена фон Лайнинген-Вестербург (1651 – 1726). Брат е на Албрехт Карл Фридрих фон Шьонбург-Щайн (1710 – 1765), граф на Шьонбург-Щайн в Хартенщайн.
- Дворец Фьорбау
- Дворец Шварценбах на Зале, днес кметство

## Фамилия
Вилхелм Кристиан фон Шьонбург-Щайн се жени за графиня Йохана Хенриета София Елеонора фон Шьонбург-Фордерглаухау (* 29 август 1733; † 28 април 1805), дъщеря на граф Франц Хайнрих фон Шьонбург-Валденбург (1682 – 1746) и втората му съпруга Йохана София Елизабета фон Шьонбург-Хартенщайн (1699 – 1739), дъщеря на граф Георг Алберт фон Шьонбург-Хартенщайн (1673 – 1716) и първата му съпруга графиня София Сабина фон Вид (1677 – 1710), дъщеря на граф Георг Херман Райнхард фон Вид-Рункел и Йохана Елизабет фон Лайнинген-Вестербург. Те имат децата:
- Фридерика Елеонора фон Шьонбург-Фьорбау (* 24 ноември 1752; † 5 септември 1761)
- син (1753 – 1753)

Вдовицата му Йохана Хенриета се омъжва втори път на 22 юни 1756 г. за граф Август Вилхелм Гианини (* 1720; † 18 ноември 1767).